# 喫茶ひらひら
喫茶ひらひら（きっさひらひら）は、1974年12月から1998年3月まで存在した、札幌の北海道大学界隈、北18条西5丁目のミニコミ喫茶である。

## 概要
女性解放運動活動家らが運営するミニコミを販売する喫茶店として出発。女性解放運動の退潮と共に、北海道の市民運動関係者の情報センターとして機能することとなった。ミニコミのひらひらニュースを発行していたほか、反原発運動や新東京国際空港反対派の機関紙、新左翼党派の機関紙誌類を販売する一方、文芸同人誌など政治運動と無縁の自主出版物も置かれていた。出版社との直接取引で書籍を、自費出版のレコードや合成洗剤なしの歯磨きも売っていた。会議スペースがあり、北大生の同好会サークルの会合にも利用され、日韓連帯民衆会議やその他の市民運動の会議及び連絡先として利用されていた。開店から10年後時点の経営は赤字であったという。
専従も含めた関係者が、1982年7月に、札幌で行われていた『原爆の図』展に参加し、また、『横路孝弘と勝手に連帯する若者連合』に参加していた。
東アジア反日武装戦線系の出版物を販売していたりしていたためか、家宅捜索による妨害もあった。
専従やボランティアもいろいろ人が替わっていくなか、24年近く営業を続けたが、北18条道路拡張により、1998年に閉店した。なお、1981年から1990年まで喫茶ひらひらの専従であった大島かおるは、その後1995年に民主党から出馬して札幌市議会議員となり、2020年現在は立憲民主党の議員である。